# Charinus dominicanus
Espèce
Charinus dominicanus est une espèce d'amblypyges de la famille des Charinidae.

## Distribution
Cette espèce est endémique de la province de Barahona en République dominicaine,. Elle se rencontre au sud de Santa Cruz de Barahona dans la Sierra de Bahoruco.

## Description
La femelle holotype mesure 4,42 mm.
La carapace du mâle décrit par Miranda, Giupponi, Prendini et Scharff en 2021 mesure 2,80 mm de long sur 2,69 mm et celle des femelles de 1,72 à 1,87 mm de long sur de 2,41 à 2,70 mm.

## Étymologie
Son nom d'espèce lui a été donné en référence au lieu de sa découverte, la République dominicaine.

## Publication originale
- Armas & González, 2002 : « Los amblipígidos de. República Dominicana (Arachnida: Amblypygi). » Revista Iberica de Aracnologia, vol. 3, p. 47-66 (texte intégral).